# 埃京根
埃京根是德国巴登-符腾堡州的一个市镇。总面积13.95平方公里，总人口1655人，其中男性825人，女性830人（2011年12月31日），人口密度119人/平方公里。